# 리마바강
리마바강(슬로바키아어: Rimava, 헝가리어: Rima)은 슬로바키아 남부를 흐르는 강으로 길이는 88 km, 유역 면적은 1,380 km2이다. 리마바강과 접한 주요 도시로는 슬로바키아 리마우스카소보타 등이 있다.